# Unicenter Shopping
Unicenter Shopping es el centro comercial más grande de la Argentina. El shopping, que pertenece al holding chileno Cencosud, fue inaugurado el 12 de octubre de 1988, y se encuentra ubicado en la localidad de Martínez (Provincia de Buenos Aires).

## Historia
Unicenter inició su construcción en 1987 y fue inaugurado en octubre de 1988, como el primer y más importante Shopping Center de la Argentina en tamaño y características, sólo antecedido por los shoppings Soleil y Spinetto.  
Es el centro comercial con mayor recaudación y, por lo tanto, el más grande de la República Argentina, y uno de los más grandes de América del Sur. Está levantado en un área de diez manzanas, cuenta con 239.000m2 de área total construida y 95.000 m2 de área comercial, distribuidos en tres plantas, y 6.500 lugares de estacionamiento para automóviles con acceso desde todas las plantas.  
El shopping cuenta con más de trescientos locales, con el Hipermercado Jumbo e Easy (empresas de Cencosud) como anclas principales, once ascensores, veintitrés escaleras mecánicas, patio de comidas para 1.800 personas y dieciséis salas de cine (las cuales suman un total de más de tres mil butacas) de la cadena Hoyts. Además, contiene un gran gimnasio instalado por la cadena deportiva Sport Club.
Unicenter es el líder en recaudación con un total en ventas de ARS$5.000 millones, además de ser el shopping más visitado de la República Argentina. Recibe 2,8 millones de personas cada mes, para un total de 33,6 millones por año (datos de 2014). (Para referencia, unos 454,54 Millones de dólares aproximadamente).

## Arquitectura
Unicenter fue uno de los primeros shopping de la Argentina, y fue proyectado en 1987 por el estudio Bauform (Arq. Rolf Zietzke, Arq. Ricardo Molnar y staff), utilizando parte de una estructura existente que había sido sede de la Editorial Códex. A ésta se le agregaron dos sectores en los extremos, uno para el hipermercado y otro como acceso principal. Otra parte del gran terreno en el cual se emplazó el centro comercial había sido antes un vivero, y esto determinó la conservación de abundante forestación en los espacios abiertos.

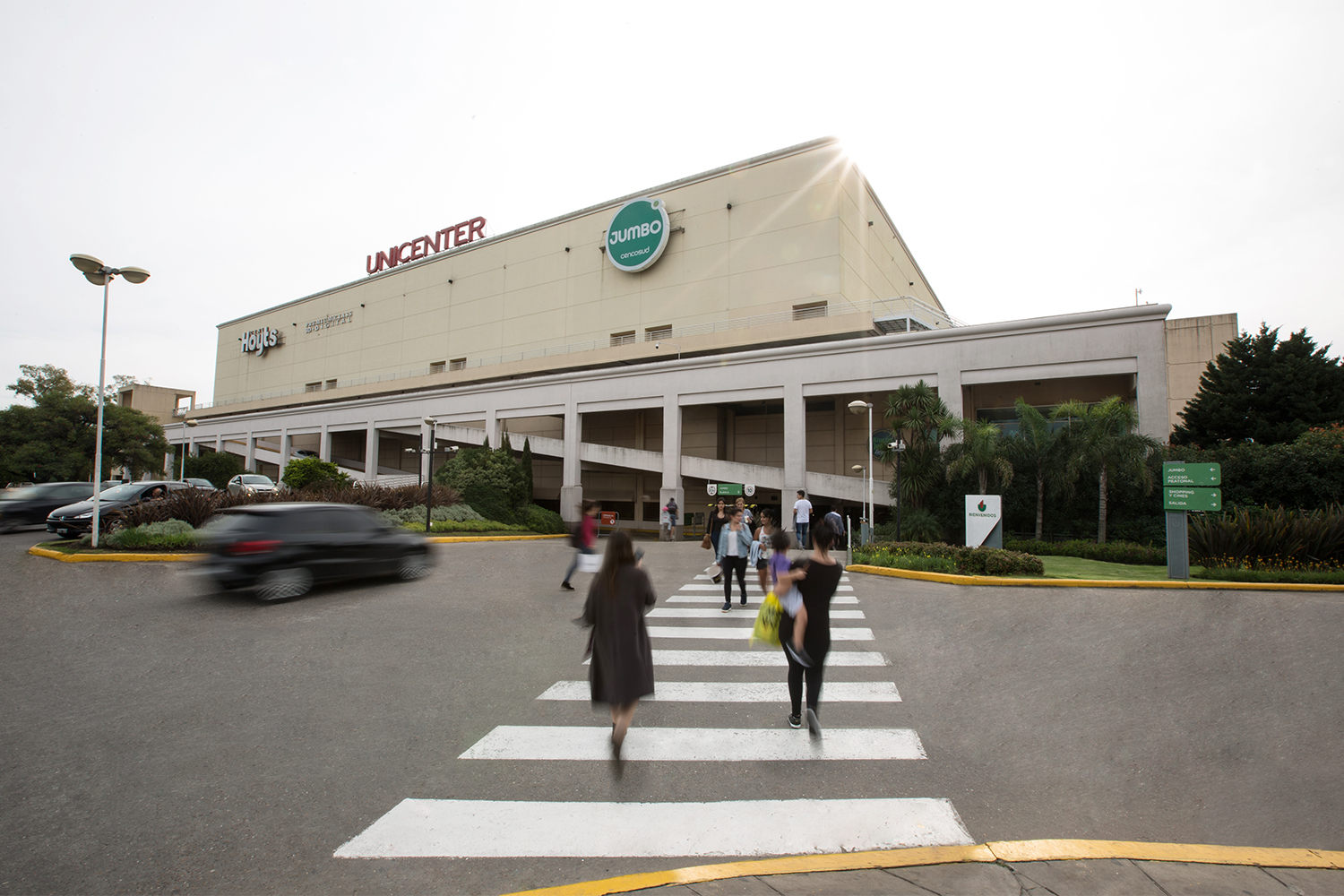
Fachada de Unicenter Shopping

El diseño de interiores y locales corrió por cuenta de la firma canadiense “The International Design Group”, y se consideró la abundancia de vegetación en los espacios de circulación. Los pisos fueron revestidos en distintos tipos de mármol. Por la gran velocidad con la cual se construyó el edificio (se terminó en dieciocho meses), se consideró el uso de terminaciones rápidas, como paneles de yeso Durlock para el revestimiento de las columnas del interior.
Trabajaron 27 empresas contratistas, y el estudio Bauform debió lidiar con las dificultades de ser pioneros en el diseño de un centro comercial de este tipo, ya que no existían reglamentaciones en la Argentina. Mil obreros fueron necesarios para la construcción, y en el momento final (terminación y entrega) el número tuvo que elevarse a tres mil.
Además, se realizaron obras de nivel público necesarias especialmente para el desarrollo del emprendimiento. Por ejemplo, se pavimentaron las calles circundantes de acceso al Unicenter, y se construyeron, en su interior, tres subestaciones transformadoras de energía eléctrica para alimentar al centro comercial.
En 1998 se realizó una importante expansión del shopping: se amplió el Patio de Comidas, se reinauguró el Hipermercado Jumbo en un nuevo local de 12.700m2 , y se incorporaron un complejo de cines con 14 salas de General Cinemas, un centro de entretenimiento Aventura Center, y 70 locales nuevos, entre los que destacó la multitienda chilena Falabella en un espacio de 6.000m2 en dos plantas. Esta última permaneció en el centro comercial hasta mayo de 2021, cuando Falabella decide retirarse del país. En su lugar fue reemplazada por la tienda de muebles Landmark en la primera planta, y un nuevo sector de locales en la segunda. 

## Acontecimientos importantes
El 30 de octubre de 2005, el Unicenter sufrió un grave incendio en la zona de juegos llamada Aventura Center. La evacuación se realizó rápidamente y unas 25 dotaciones de bomberos controlaron las llamas. El centro comercial estaba colmado de gente cuando se desató el fuego, puesto que se produjo un domingo, día típico de gran concurrencia por el público. Al menos 16 personas fueron atendidas por sufrir principio de asfixia y heridas menores. Hubo escenas de caos durante la evacuación, sobre todo en los estacionamientos.

## Medios de Transportes
15 21 57 60 71 130 194 203 228A 228B 228D 228F 365 407 707